# Will Alexander
Pour les articles homonymes, voir Alexander.
Will Alexander, né en 1948 à Los Angeles, est un poète, romancier, philosophe, dramaturge, essayiste, professeur d'université et pianiste afro-américain.

## Biographie
Après des études à l'université du Colorado, puis l'université d'État de New York à Buffalo, il occupe divers postes, notamment dans l'enseignement et auprès d'organisations sans buts lucratifs.
Influencé par Bob Kaufman, Octavio Paz, Aimé Cesaire et Jean-Joseph Rabéarivelo, il se lance en poésie et rédige des essais consacrés à la négritude. Ses écrits paraissent dans divers journaux et revues, dont The Nation.
Sa poésie est marquées par le mélange entre le pouvoir d'évocation des métaphores et la sophistication du langage.

## Œuvre

### Poésie
- Vertical Rainbow Climber, Jazz Press, 1987
- The Stratospheric Canticles, Small Press Distribution, 1995
- Above the Human Nerve Domain, Pavement Saw Press, 1998
- Asia & Haiti, Sun and Moon Press, 2000
- The Brimstone Boat, Reve a Deux, 2002
- A Kiss from the Lips of A Woman, BookSurge Publishing, 2004
- Exobiology as Goddess, Manifest Press, 2005
- The Sri Lankan Loxodrome, New Directions, 2009
- On the Substance of Disorder, Insert Press, 2010
- Compression and Purity, City Lights Publishers, 2011
- Kaleidoscopic Omniscience, Skylight Press, 2013
- Towards the Primeval Lightning Field. Litmus Press, 2014
- Across the Vapour Gulf, New Directions, 2017
- Spectral Hieroglyphics: The One True Body, at the Vertigo Borders, on Higher Phlogiston Current, Reve a Deux, 2017
- At Night on the Sun, Chax Press, 2017

### Romans
- Sunrise in Armageddon, Spuyten Duyvil, 2006
- Diary as Sin, Skylight Press, 2011
- Alien Weaving, Anonymous Energy, 2016
- Ugly Agatha: The Ugliest Girl in the World, Outskirts Press, 2016

### Théâtre
- Inside the Earthquake Palace: 4 Plays, Chax Press, 2011

### Essais
- Arcane Lavender Morals, Leave Books, 1994
- Towards the Primeval Lightning Field, O Books, 1997
- Mirach Speaks to His Grammatical Transparents, Oyster Moon Press, 2011
- Singing in Magnetic Hoofbeat: Essays, Prose Texts, Interviews and a Lecture 1991-2007, Essay Press, 2012
- The Audiographic as Data, coécrit avec Carlos Lara, Oyster Moon Press, 2016

## Prix et distinctions
- 2001 : Boursier du Whiting Fellowship de poésie
- 2007 : Lauréat du PEN Oakland Awards[3]
- 2013 : Lauréat du American Book Award
- 2016 : Lauréat du Jackson Poetry Prize[4]

### Articles et interviews
- Close Listening with Will Alexander, article de Charles Bernstein pour la revue Jacket2, 2016[5],
- Additional notes on Will Alexander's 'Compound Hibernation', article de Tracie Morris pour la revue Jacket2, 2014[6],
- All origin stories are Newtonian, part 1 of 2, par Amy Catazano pour la revue Jacket2, 2014[7]

### Documents audiovisuels
- Lectures et conversations sur le site PennSound[8]